# Achylie
L'achylie (du grec ἁ- a- [ particule négative ] et χυλός chylos « jus ») décrit une absence des sucs digestifs de l'estomac et/ou du pancréas,.

## Achylie gastrique
Achylia gastrica. Ce syndrome est caractérisé chimiquement par l'absence, dans le suc gastrique, de la pepsine enzyme de séparation des protéines et de l'acide chlorhydrique libre et combiné et du facteur intrinsèque ( mucoprotéines ). La conséquence de ce dernier est généralement une anémie pernicieuse. Les causes possibles sont la gastrite atrophique chronique et le carcinome gastrique.
Elle est cliniquement caractérisée par des troubles gastriques, intestinaux et nerveux banals,.

## Achylie pancréatique
Achylia pancreatica est l'absence totale de sucs pancréatiques. Les causes possibles sont le déplacement du canal (canal pancréatique) dû à un concrétionnement ou une néoplasie ou une insuffisance pancréatique exocrine,.

## Symptômes et traitement
Les symptômes correspondent à leurs maladies sous-jacentes telles qu'une tumeur ou une obstruction par un calcul.
L'achylie peut être améliorée par substitution de la vitamine B12 et de la pancréatine.